# Rencontre cinéma de Marcigny
La rencontre cinéma de Marcigny (rencontre Marcynéma) désigne un festival français annuel de cinéma qui se déroule à Marcigny (Saône-et-Loire). Créé en 1971, il est le plus ancien festival de cinéma en milieu rural.

## Organisation

Logo de l'association Marcynéma

Les rencontres cinématographiques sont organisées par l'association Marcynéma, animée notamment par le formateur audiovisuel Paul Jeunet,, cousin du réalisateur Jean-Pierre Jeunet, qui fut lui-même l'un des administrateurs de l'association à ses origines. 
Les membres bénévoles de Marcynéma gèrent par ailleurs un centre de documentation du cinéma, la Marcynémathèque, où sont stockées les bobines, les affiches et autres archives de l'association.

## Déroulement
Les rencontres se déroulent pendant cinq ou six jours vers la fin octobre-début novembre au cinéma Vox de Marcigny, petite bourgade du sud de la Bourgogne en Saône-et-Loire. Une vingtaine de films sont projetés le matin, l'après-midi et le soir avec la présence de réalisateurs, distributeurs, critiques... Des concerts musicaux de tout genre ont souvent accompagné la manifestation ainsi que des expositions de photographies, toujours présentes, sur des thèmes divers. 
Ces rencontres, devenues les plus anciennes rencontres de cinéma en milieu rural tiennent aujourd'hui à faire découvrir ou redécouvrir des films du patrimoine cinématographique dans d'excellentes conditions de projection et toujours dans une ambiance conviviale. 

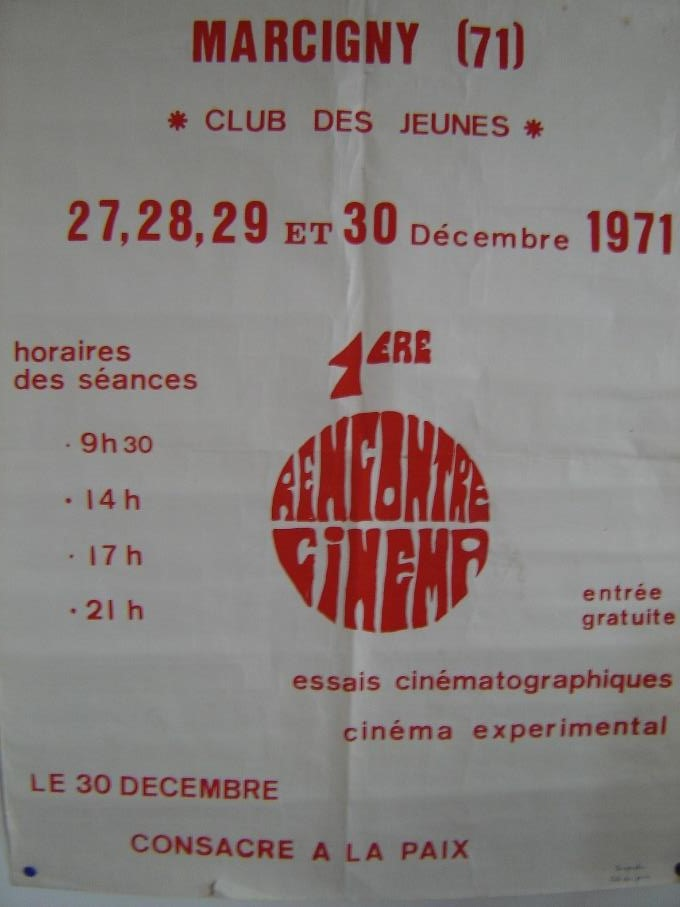
Affiche de la 1re rencontre cinéma de Marcigny, 27,28,29 et 30 décembre 1971

## Historique
Dans le cadre du Club des Jeunes de Marcigny, un petit groupe de bénévoles organise une 1re rencontre en 1971, entre Noël et jour de l'An, sur le thème Essais cinématographiques - Cinéma expérimental, salle du Foyer à Marcigny, ce qui constitue l’acte de naissance des rencontres,.
En 1974, sur le thème Cinéma fantastique, Marc Caro membre du Comité national des Rencontres Cinéma pour la région Provence-Avignon signe l’affiche de la 4e Rencontre. Sa rencontre avec Jean-Pierret Jeunet s’est effectuée pendant la préparation de cette rencontre,,.
En 1975, la 5e rencontre fait découvrir les grands noms du cinéma allemand pratiquement inconnus en France à cette époque. La presse spécialisée parisienne découvre Marcigny.
En 1976, le Club des Jeunes disparaît et le comité national des rencontres devient Marcynéma, association loi 1901 dont la mission première sera la diffusion du cinéma de qualité sous toutes ses formes. Les membres fondateurs de Marcynéma : Michel Bories, Philippe Chapuy, Jacques Charmont, Alain Giraud, Paul Jeunet, l'écrivaine Joëlle Wintrebert. 
À partir de 1977 (7e rencontre), les rencontres se tiennent pendant les vacances de la Toussaint. 
En 1978, la réalisatrice Anne Andreu tourne son émission Ciné Regards (FR3) à Marcigny.
En 1980, la rencontre fête ses dix ans avec le réalisateur Paul Vecchiali présent avec tous ses films et quelques jeunes réalisateurs de sa maison de production,.
En 1981, le critique et réalisateur Gérard Courant réalise des cinématons de participants aux rencontres, un portrait de groupe, et un film, Baignoire. 
À partir de 1989 (19e rencontre), les rencontres se déroulent dans la nouvelle salle du cinéma Vox de Marcigny. 
Les années 1990 connaissent les participations remarquées aux rencontres du réalisateur José Giovanni, du producteur et distributeur Jean-Pierre Jackson, du journaliste et homme de cinéma Bernard Chardère, du réalisateur polonais Krzysztof Zanussi...
En 1991, Paul Jeunet reçoit les palmes académiques des mains de Mme Sylvie Bernard, sous-préfète de Charolles.
En 2005, Jean-Pierre Jeunet reçoit la médaille de la ville de Marcigny des mains du maire de Marcigny André Perrier à l'occasion de la 35e rencontre.
Depuis 2005, l'organisation du festival est fragilisée par la hausse constante du coût de location et du transport des copies, le désengagement de l’État et la diminution des subventions de la DRAC au niveau de la culture régionale.  

Pendant la réception à la mairie de Marcigny du dimanche 30 octobre 2005, Paul Jeunet souligne:   
« Ces 35es Rencontres ont eu lieu de justesse mais avec le budget que nous avons, 15 000 euros, je ne suis pas certain que les 36es Rencontres auront lieu (...) Heureusement que Jean-Pierre Jeunet nous a prêté ses copies, que Jean Marboeuf nous a prêtés aussi ses copies. La location des films et leur transport coûtent une fortune. Nous avons besoin de l'augmentation des subventions pour que les Rencontres survivent. Je ne tiens pas à y laisser ma santé. Si la situation ne s'améliore pas, je ne continuerai pas l'aventure Marcynéma. » 
En 2009, un don important d'environ 14 000 affiches de cinéma (collection Gérard Langlet) enrichit le fonds de l'association Marcynéma. 
En 2010 la quarantième rencontre rugit en multipliant les plaisirs : cinéma, concerts, expositions d'affiches, maquettes de décors de scènes de cinéma et bénéficie du soutien rehaussé de la DRAC de Bourgogne,,,. 
En 2012, la salle du cinéma Vox est en travaux pour cause de rénovation et passage au numérique. La 42e rencontre retrouve la salle du Foyer,. 
En 2018, Paul Jeunet, fondateur puis directeur artistique des Rencontres de Marcynéma décède à l'âge de 72 ans,.
En 2019, La municipalité de Marcigny a décidé de nommer la Salle du Foyer Salle Paul Jeunet. C’est en effet ici que se sont tenues les premières Rencontres cinématographiques annuelles jusqu’en 1988 (1re-18e rencontres), la 42e rencontre et où continuent d’avoir lieu les visionnements et les stages.
En 2020, la Brève Rencontre est annulée en raison de la pandémie de maladie à coronavirus de 2019-2020.
En 2021, les Rencontres cinéma de Marcigny passent le cap de la 50e édition avec une bonne fréquentation compte tenu de la situation sanitaire, fréquentation meilleure que celle enregistrée durant cette période par les salles de cinéma.

## Participants
De nombreux réalisateurs, critiques et autres professionnels du cinéma ont participé aux rencontres depuis sa création,,.
Les réalisateurs  Jean-Pierre Améris, Jean-Michel Barjol, Gilles Colpart, Gérard Courant, José Giovanni,  Jean-Claude Guiguet, Jean-Pierre Jeunet, le comédien spécialisé dans le doublage de cinéma d'animation Lionel Charpy, l'historien du cinéma Raymond Chirat, le critique Michel Ciment, la directrice des collections aux Archives françaises du film Eric Le Roy, les distributeurs parisiens Jean-Pierre Jackson (Alive), Vincent Dupré (Théâtre du Temple) et Sébastien Tiveyrat (Swashbuckler Films), la déléguée du Goethe Institut de Lille Ursula Lehmann et le ciné-concertiste Quatuor Prima Vista ont participé à plusieurs rencontres.
- 3e rencontre - 1973 : Découverte de Mac Laren (cinéaste canadien) grattage sur pellicule, papier découpé, articulé.
- 4e rencontre - 1974 : Le membre du Comité national des Rencontres Cinéma et réalisateur Marc Caro, le réalisateur Jean-Pierre Jeunet.
- 5e rencontre - 1975 : Le critique et réalisateur Gérard Courant[10]. La déléguée du Goethe Institut de Lille, Ursula Lehmann.
- 6e rencontre - 1976 : Les réalisateurs Patrice Énard, Gérard Courant et Alain Massonneau.
- 7e rencontre - 1977 : Le critique à la Revue du cinéma Gilles Colpart, le réalisateur Gérard Courant.
- 8e rencontre - 1978 : La journaliste Anne Andreu.
- 9e rencontre - 1979 : Le critique Jacques Grant. Le critique à la Revue du cinéma Gilles Colpart.
- 10e rencontre - 1980 : Les réalisateurs Paul Vecchiali, Gérard Frot-Coutaz, Jean-Claude Guiguet, Jean-Claude Biette.
- 11e rencontre - 1981 : L'écrivaine Joëlle Wintrebert, le réalisateur Gérard Courant.
- 12e rencontre - 1982 : Le réalisateur Gérard Courant.
- 13e rencontre - 1983 : Le distributeur exclusif des films de Russ Meyer, Jean-Pierre Jackson. Le critique à la Revue du cinéma Gilles Colpart.
- 15e rencontre - 1985 : Le réalisateur anglais, Peter Todd.
- 17e rencontre - 1987 : Le réalisateur soviétique ukrainien Constantin Lopouchanski. Le président de l'association française du cinéma d'animation Lionel Charpy.
- 18e rencontre - 1988 : La résistante, historienne et chercheuse du CNRS Marguerite Gonon. Le président de l'association française du cinéma d'animation Lionel Charpy. La réalisateur hongroise Maria Koleva. Le réalisateur allemand Christian Ziewer. Les réalisateurs Jacques-Rémy Girerd et Alain Bargala. La déléguée du Goethe Institut de Lille, Ursula Lehmann.
- 19e rencontre - 1989 : Le cinéaste Philippe Cogney et sa productrice (et actrice) Béatrice Romand. La déléguée du Goethe Institut de Lille, Ursula Lehmann. La dessinatrice Catherine Legros.
- 20e rencontre - 1990 : L'écrivain Jean-Charles Lyant[26]. Les réalisateurs Jean-Michel Barjol[27], Jean-Charles Tacchella, le réalisateur algérien Mohamed Chouikh[28]. Le critique et réalisateur Gérard Courant[29]. L'écrivaine Joëlle Wintrebert[30]. Le président de l'association française du cinéma d'animation Lionel Charpy.
- 21e rencontre - 1991 : L'écrivaine Joëlle Wintrebert, le réalisateur Gérard Courant.
- 22e rencontre - 1992 : La professeure allemande Heike Hurst, l'auteur allemand Achim Haag, le réalisateur allemand Mathias Allary. Le critique à la Revue du cinéma Gilles Colpart. La déléguée du Goethe Institut de Lille, Ursula Lehmann. L'écrivain Jean-Charles Lyant.
- 23e rencontre - 1993 : Le réalisateur José Giovanni. Le réalisateur allemand Rolf Schübel.
- 24e rencontre - 1994 : La journaliste Annick Peigné-Giuly, le réalisateur Gérard Mordillat.
- 25e rencontre - 1995: Les directeurs des cinémathèques : La cinémathèque de Corse Jean-Pierre Mattei[31], la cinémathèque de Grenoble, la cinémathèque de Saint-Étienne Gérard et Chantal Vial, la cinémathèque de Toulouse, l'Institut Lumière, la cinémathèque française, et la cinémathèque du Ministère de l'Agriculture. Le directeur des actions patrimoniales du Centre national du cinéma Gérard Alaux. Le directeur de collection Serge Bromberg. Le critique à la Revue du cinéma Gilles Colpart. Le critique et réalisateur Gérard Courant.
- 26e rencontre - 1996 : Le critique de cinéma Bernard Chardère. Le critique et président de l'association des critiques de cinéma Michel Ciment. L'historien du cinéma Raymond Chirat. Le conservateur de l'Institut Lumière Thierry Frémaux. Le créateur de la cinémathèque suisse et écrivain Freddy Buache. Le réalisateur Jean-Pierre Améris. L'auteur et décorateur Max Schoendorff.
- 27e rencontre - 1997 : Le comédien et réalisateur Pierre Trabaud.  Le réalisateur José Giovanni.
- 28e rencontre - 1998 : Le cinéaste polonais Krzysztof Zanussi. Le documentariste Pierre Carles. L'écrivain et journaliste du Monde diplomatique Serge Halimi. L'actrice Mireille Perrier. La scénariste et réalisatrice Sophie Tatischeff[32]. Le conservateur de l'Institut Lumière Thierry Frémaux. Le journaliste Jacques Grant.
- 29e rencontre - 1999: Le réalisateur turc Ali Özgentürk.  Le responsable d'Eurimages et directeur programmateur de l'Odyssée de Strasbourg Faruk Günaltay. Le réalisateur Léon Desclozeaux. Le collectionneur de matériels cinématographiques Sylvain Tomasini.
- 31e rencontre - 2001 : Le professeur à l'Université du Wisconsin à Madison Laird Boswell. Le directeur de la Femis Gérard Alaux. L'auteur François Causse.
- 32e rencontre - 2002: Le réalisateur Bertrand Tavernier, le responsable de la programmation des restaurations aux Archives françaises du film Eric Le Roy. Le journaliste Claude Carrez. L'auteur René Laplanche.
- 33e rencontre - 2003 : Le responsable de la programmation des restaurations aux Archives françaises du film Eric Le Roy. Le maître de conférence Maurice Carrez. Le photographe Thierry Berthou.
- 34e rencontre - 2004 : Le réalisateur Christian de Chalonge. Le guitariste chanteur du groupe Ganafoul Jack Bon. Le journaliste photographe Christian Verdet.
- 35e rencontre - 2005 : Les réalisateurs Jean-Pierre Jeunet, Jean Marbœuf.
- 36e rencontre - 2006 : Le réalisateur Michel Deville, son épouse productrice et scénariste Rosalinde Deville, le ciné-concertiste Quatuor Prima Vista. Le photographe Jean-Louis Élan.
- 37e rencontre - 2007 : Les réalisateurs Jean-Pierre Améris, Jean Marbœuf, la comédienne Sandrine Le Berre, le critique Michel Ciment, l'historien du cinéma Jean Ollé-Laprune. Le journaliste, critique de cinéma et distributeur de films Théatre du temple Vincent Dupré. Le peintre Jean-Yves Gardette dit Edgart.
- 38e rencontre - 2008 : L'historien du cinéma Jean Ollé-Laprune, le critique de cinéma et distributeur de films Théatre du temple Vincent Dupré[33], le ciné-concertiste Quatuor Prima Vista. La photographe Mireille Alcais.
- 39e rencontre - 2009 : L'historien du cinéma Jean Ollé-Laprune. Le journaliste, critique de cinéma et distributeur de films Théatre du temple Vincent Dupré, le ciné-concertiste Quatuor Prima Vista. Le collectionneur de matériels cinématographiques Sylvain Tomasini.
- 40e rencontre - 2010 : Le groupe de musique et ciné-concertiste AntiQuarks, le président du conseil général Arnaud Montebourg. Le critique de cinéma et distributeur de films Théatre du temple Vincent Dupré. Le directeur artistique du Festival international du premier film d'Annonay, Gaël Labanti. La critique de cinéma et bande-dessinée Pamela Messi.
- 41e rencontre - 2011 : Le critique de cinéma et distributeur de films Théatre du temple Vincent Dupré. Les photographes Thierry Berthou et Jean-Louis Élan.
- 42e rencontre - 2012 : Le critique de cinéma et distributeur de films Théatre du temple Vincent Dupré. Le ciné-concertiste Quatuor Prima Vista. Le peintre Jean-Yves Gardette dit Edgart.
- 43e rencontre - 2013 : Le réalisateur Jean-Pierre Améris, le scénariste Guillaume Laurant[34]. L'écrivaine, scénariste Murielle Magellan. L'auteur Frédéric Fossaert. Le critique de cinéma et distributeur de films Théatre du temple Vincent Dupré.
- 44e rencontre - 2014 : Le journaliste et écrivain Alain Riou[35], le ciné-concertiste Quatuor Prima Vista, la directrice des collections aux Archives françaises du film du Centre National du Cinéma Béatrice de Pastre[36], le critique de cinéma et distributeur de films Théatre du temple Vincent Dupré. L'auteur Frédéric Fossaert. Le responsable des archives à la cinémathèque de Saint-Etienne Philippe Léonard.
- 45e rencontre - 2015 : Le professeur en études cinématographiques (Université Sorbonne Nouvelle), réalisateur et président de la cinémathèque universitaire, Laurent Véray[37],[38]. Le critique de cinéma et distributeur de films Théatre du temple Vincent Dupré. Le directeur artistique du Festival international du premier film d'Annonay, Gaël Labanti. L'auteur Frédéric Fossaert. Le responsable des archives à la cinémathèque de Saint-Etienne Antoine Ravat.
- 46e rencontre - 2016 : le responsable de la programmation des restaurations aux Archives françaises du film et président de la Fédération internationale des Archives du film Eric Le Roy. La directrice des collections aux Archives françaises du film du Centre National du Cinéma Béatrice de Pastre. L'historien du cinéma Jean Ollé-Laprune. Le critique de cinéma et distributeur de films Théatre du temple Vincent Dupré.  Le distributeur de films Swashbuckler Films Sébastien Tiveyrat. Le comédien et metteur en scène Jacques Dupont. Le photographe Philippe Salaün.
- 47e rencontre - 2017 : La directrice des collections aux Archives françaises du film du Centre National du Cinéma Béatrice de Pastre. Le critique de cinéma et distributeur de films Théatre du temple Vincent Dupré. Le distributeur de films Swashbuckler Films Sébastien Tiveyrat.
- 48e rencontre - 2018 : la directrice des collections aux Archives françaises du film du Centre National du Cinéma Béatrice de Pastre. Le critique de cinéma et distributeur de films Théatre du temple Vincent Dupré. Le distributeur de films Swashbuckler Films Sébastien Tiveyrat. Le photographe Pol Lujan.
- 49e rencontre - 2019 : La directrice des collections aux Archives françaises du film du Centre National du Cinéma Béatrice de Pastre. Le critique de cinéma et distributeur de films Théatre du temple Vincent Dupré. Le distributeur de films Swashbuckler Films Sébastien Tiveyrat. Le compositeur, pianiste, ciné-concertiste belge Christian Leroy et compositeur, percussionniste Pascal Ducourtioux. Le photographe François Le Diascorn.
- 50e rencontre - 2021 : La directrice des collections aux Archives françaises du film du Centre National du Cinéma Béatrice de Pastre. Le critique de cinéma Vincent Dupré. Le distributeur de films Swashbuckler Films Sébastien Tiveyrat. L'acteur, réalisateur, scénariste Julien Ouguergouz. Le Producteur, producteur artistique Mathieu Lesueur.
- 51e rencontre - 2022 : L'agrégée, enseignante en lettres, philosophie et cinéma à l’université de Rennes, Yola Le Caïnec. Le spécialiste du cinéma asiatique et auteur de plusieurs ouvrages, Bastian Meiresonne. La déléguée générale et codirectrice artistique du Festival La Rochelle Cinéma, Sophie Mirouze. Le critique de cinéma à Positif depuis 2002, membre du comité de rédaction de la revue et enseignant en cinéma dans le supérieur, Fabien Baumann. Le programmateur de cinéma dans la Loire, Sylvain Damy. Le critique de cinéma et concepteur d’affiches de films, Vincent Dupré. L'animateur de Lost Films, Marc Olry. La directrice des collections du CNC (Centre national du cinéma et de l’image animée), spécialiste du patrimoine cinématographique et photographique, Béatrice de Pastre. Le directeur de Swashbuckler Films, société de distribution spécialisée dans la reprise en salles de classiques américains, Sébastien Tiveyrat.
- 52e rencontre - 2023 : Le programmateur de cinéma dans la Loire, Sylvain Damy. Le chef du service Accès, valorisation et enrichissement des collections à la Direction du patrimoine cinématographique du CNC (Centre national du cinéma et de l’image animée) Eric Leroy. Le docteur en études cinématographiques et audiovisuelles, programmateur, Alexandre Moussa. L'animateur de Lost Films, Marc Olry. Le photojournaliste Christian Verdet.
- 53e rencontre - 2024 : La réalisatrice, Julie Bertuccelli. La directrice des collections du CNC (Centre national du cinéma et de l’image animée), spécialiste du patrimoine cinématographique et photographique, Béatrice de Pastre. Le journaliste, historien du cinéma et enseignant français Bernard Bastide. La Fanfare "La Chips".

## Fréquentation
Les rencontres accueillent en moyenne 2 000 spectateurs chaque année,. La rencontre a atteint un record d'affluence lors de la 35e édition :
2005 - 35e rencontre (21 séances) : 2537 spectateurs.
2019 - 49e rencontre (20 séances) : 2370 spectateurs.
2010 - 40e rencontre (20 séances) : 2362 spectateurs.
2007 - 37e rencontre (20 séances) : 2309 spectateurs.
1995 - 25e rencontre (20 séances) : 2300 spectateurs.

## Thèmes
| Année | Rencontre       | Thèmes |
| ----- | --------------- | --- |
| 1971  | 1re             | Essais cinématographiques - Cinéma expérimental |
| 1972  | 2e              | Cinéma et guerre |
| 1973  | 3e              | Cinéma d’animation |
| 1974  | 4e              | Fantastique – Science Fiction |
| 1975  | 5e              | Crimes |
| 1976  | 6e              | Cinéma direct, la vie à l'improviste ? |
| 1977  | 7e              | Cinéma et pouvoirs |
| 1978  | 8e              | Le droit à la différence |
| 1979  | 9e              | Cinéma américain années 50 – cinéma allemand années 70 |
| 1980  | 10e             | Films allemands, films français dont l'intégrale de l'œuvre de Paul Vecchiali en sa présence                                                                                                |
| 1981  | 11e             | Les hors-la-loi au cinéma |
| 1982  | 12e             | 20 films rares à déguster |
| 1983  | 13e             | Passion |
| 1984  | 14e             | Peurs |
| 1985  | 15e             | Du sourire aux larmes |
| 1986  | 16e             | Dérives |
| 1987  | 17e             | Films français des années 80 - films soviétiques contemporains |
| 1988  | 18e             | Balade européenne |
| 1989  | 19e             | Femme / Femmes |
| 1990  | 20e             | La fête ! |
| 1991  | 21e             | Portraits |
| 1992  | 22e             | Allemagne, tours, détours... |
| 1993  | 23e             | Flics et hors la loi |
| 1994  | 24e             | Jeux d’acteurs |
| 1995  | 25e             | 100 ans de cinéma - 25 ans de Marcynéma |
| 1996  | 26e             | Les coups de cœur de Bernard Chardère |
| 1997  | 27e             | Duos & débats |
| 1998  | 28e             | Rêves – Révoltes |
| 1999  | 29e             | Portraits de groupes |
| 2000  | 30e             | Le cinéma fête la musique |
| 2001  | 31e             | Rêves américains |
| 2002  | 32e             | Histoire / Histoires (entre deux guerres) |
| 2003  | 33e             | Les légendes d'un siècle : le XIXe |
| 2004  | 34e             | Re(belle)s |
| 2005  | 35e             | Jean-Pierre Jeunet, Jean Marbœuf, Mohammed Chouikh, Yamina Bachir-Chouikh… |
| 2006  | 36e             | Au fil du temps |
| 2007  | 37e             | Histoire(s) d’amour(s) |
| 2008  | 38e             | Music for stars |
| 2009  | 39e             | Affaires de familles |
| 2010  | 40e             | La 40e rugissante |
| 2011  | 41e             | Cinéma contemporain, Helmut Käutner |
| 2012  | 42e             | Humphrey Bogart, Marlon Brando, Helmut Käutner |
| 2013  | 43e             | Greta et Marlène, muet et parlant, adaptations de romans célèbres |
| 2014  | 44e             | Le film noir, La Première Guerre mondiale |
| 2015  | 45e             | Le western : John Ford, Clint Eastwood, Sergio Leone ; Les archives de la Première Guerre mondiale                                                                                          |
| 2016  | 46e             | Cinéma/Cinéma, Nord/Sud, Cinéma français, Mitchum for ever, Sidney Lumet, Péplum |
| 2017  | 47e             | Créatures ?, Femme, femmes, Exotismes ?, Carte blanche au CNC : Hommage à Jean Rouch; Crises ?, Grands espaces                                                                              |
| 2018  | 48e             | Hommage à Billy Wilder, Carte blanche au CNC : films documentaires sur l'Afrique, Henri-Georges Clouzot; Bestioles, Classiques… et moins…, Westerns                                         |
| 2019  | 49e             | Sidney Lumet, Ombres et Lumières, Carte blanche au CNC : Femmes rebelles, Le cinéma de Youssef Chahine; Rires et sourires, Trésors américains méconnus, Il était une fois dans l’ouest      |
| 2020  | Brève Rencontre | (annulée Covid-19) |
| 2021  | 50e             | L’intégrale des films de Jean Vigo, des bandes d’Alice Guy, des films d’Ida Lupino, le cinéma italien, la flamboyance du technicolor, des courts-métrages, des documentaires, des westerns… |
| 2022  | 51e             | Stars françaises du cinéma muet ; rires derrière le rideau de fer ; Fondu au noir en Asie ; Kinuyo Tanaka, impératrice du cinéma japonais ; Les jeux de l’amour...                          |
| 2023  | 52e             | La caméra coupable ? - Mystère Mocky - Des courses et des échappées - Age d'or du cinéma mexicain - Delphine Seyrig, l'insoumuse                                                            |
| 2024  | 53e             | Voyage en comédies - Puissance de la nature au Japon - Regard sur le cinéma de Julie Bertuccelli - Bernadette Lafont, une belle fille comme elle - Coups de projecteurs                     |
| 2025  | 54e             | Il était une fois dans l’Est - Un samedi à la campagne - Regards croisés - « Courteline revu par Brecht » - Coups de projecteur                                                             |

## Filmographie
- Paul Jeunet, Sasha Martinot, Fabrice Beaujard, Une belle équipe ou la folle histoire de Marcynéma , documentaire - 1 h 23 min - France - 2010[40],[41].

Scénario par le président Paul Jeunet, réalisation Sasha Martinot (prises de vues complémentaires et montage) et Fabrice Beaujard (montage et effets spéciaux graphiques). Long-métrage tourné à partir des 40 heures d'archives de la Marcynémathèque.
Synopsis : Chaque année durant 5 jours, Marcigny en Saône-et-Loire, accueille de plus ancien festival de cinéma en milieu rural. En 2010, à l'occasion de la 40e Rencontre Cinéma de Marcigny, Paul Jeunet fait le point et nous livre ce film retraçant l'histoire de Marcynéma.